# TT21
La tombe thébaine TT 21 est située à Cheikh Abd el-Gournah, dans la nécropole thébaine, sur la rive ouest du Nil, face à Louxor en Égypte.
C'est la sépulture d'Ouser, scribe durant le règne de Thoutmôsis Ier. Sa femme se prénomme Baket.